# 根城

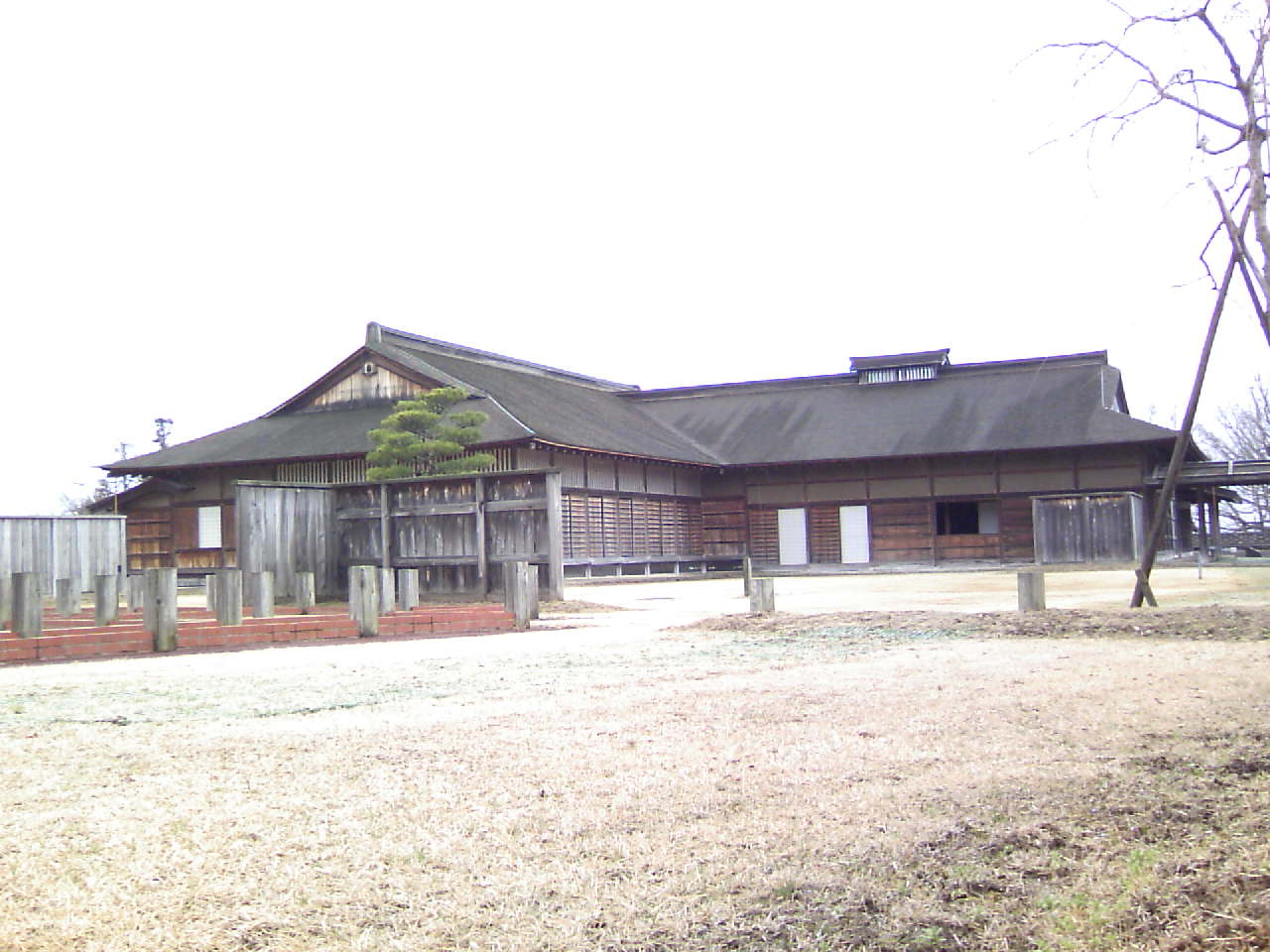
木造復元主殿

根城（ねじょう）は、青森県八戸市根城にあった日本の城。国の史跡に指定。日本100名城の一つ。

## 概要
根城は八戸市街地の西端にあり馬淵川南岸の河岸段丘上にある。
本丸・中館・東善寺・岡前舘・沢里館の5つの館（曲輪）が連なる連郭式の平山城である。現在は、本丸・中館・東善寺の3つの郭が現存している。
現在、館跡の礎石、曲輪、空堀、土塁が遺構として認められる。本丸には主殿・上馬屋・中馬屋・工房・鍛冶工房・板倉・納屋・東門・西門・北門・番所・中館馬屋が復元されている。

## 歴史・沿革

### 南北朝時代
- 1333年（元弘3年、正慶2年） 南朝方に属する武将・北畠顕家は陸奥国司として後醍醐天皇の皇子・義良親王を奉じて陸奥国に下向した。この時、甲斐国波木井の地頭職であった南部師行も供奉し、国代として任じられた。
- 1334年（建武元年） 師行は、糠部郡八森に城を構えた。師行はここを、南朝方の根本となる城という願いから「根城」と名付けた[2]といわれる。師行は大光寺合戦などで戦功を立て津軽地方にも勢力を伸長した。
- 1338年（南朝：延元3年、北朝：暦応元年） 南部師行は北畠顕家とともに足利尊氏討伐に遠征した。師行は和泉国石津川（現・大阪府堺市西区浜寺石津町）の地で北朝方の高師直との戦いで顕家と共に戦死した。

師行の死後、弟の政長が跡を継いだ。政長は室町幕府から再三の降伏勧告を受けたが従わず南朝への忠誠を守り続けた。しかし、南朝方が次第に劣勢となると、京から遠く離れた奥州北部の南部氏の勢力も次第に弱体化していった。
- 1393年（明徳4年） 南部氏8代の八戸政光は本領の甲斐から根城に移って南部氏の再興を図った。この系統は八戸氏とも呼ばれている。その後も周囲での小競り合いが絶えず不安定な時代が続いた。そして、同族である三戸南部氏が次第に有力になる。

### 安土桃山時代
- 1590年（天正18年） 小田原征伐の際に宗家の三戸城主南部信直は豊臣秀吉の元に帰参して所領の南部7郡を安堵された。この際に、根城南部氏(八戸氏)も宗家の支配下に組み込まれた。
- 1592年（天正20年）、秀吉の命令により城そのものは破壊されたが館自体は残され、これ以降も八戸氏の本拠であり続けた。

### 江戸時代
- 宗家の南部利直は盛岡城を築き盛岡藩を開いた。同時に八戸も盛岡藩領に帰属した。
- 1627年（寛永4年） 八戸氏22代・直義は利直により遠野城（岩手県遠野市）に移封となり根城は廃城となった。

### 近現代
- 1941年（昭和16年）12月13日 - 国の史跡に指定された。
- 1983年（昭和58年）から11年間 - 発掘調査及び整備事業が進められた。
- 1994年（平成6年） - 本丸主殿などが復元され、周囲は「史跡根城の広場」として整備されている。
- 2006年（平成18年）4月6日 - 日本100名城（5番）に選定された。

## 現地情報

### 所在地
- 青森県八戸市根城字根城47

### 交通アクセス
- JR東北本線・東北新幹線「八戸」駅から南部バス「司法センター経由」で約15分「博物館前」下車、徒歩約5分で本丸跡

## 参考画像

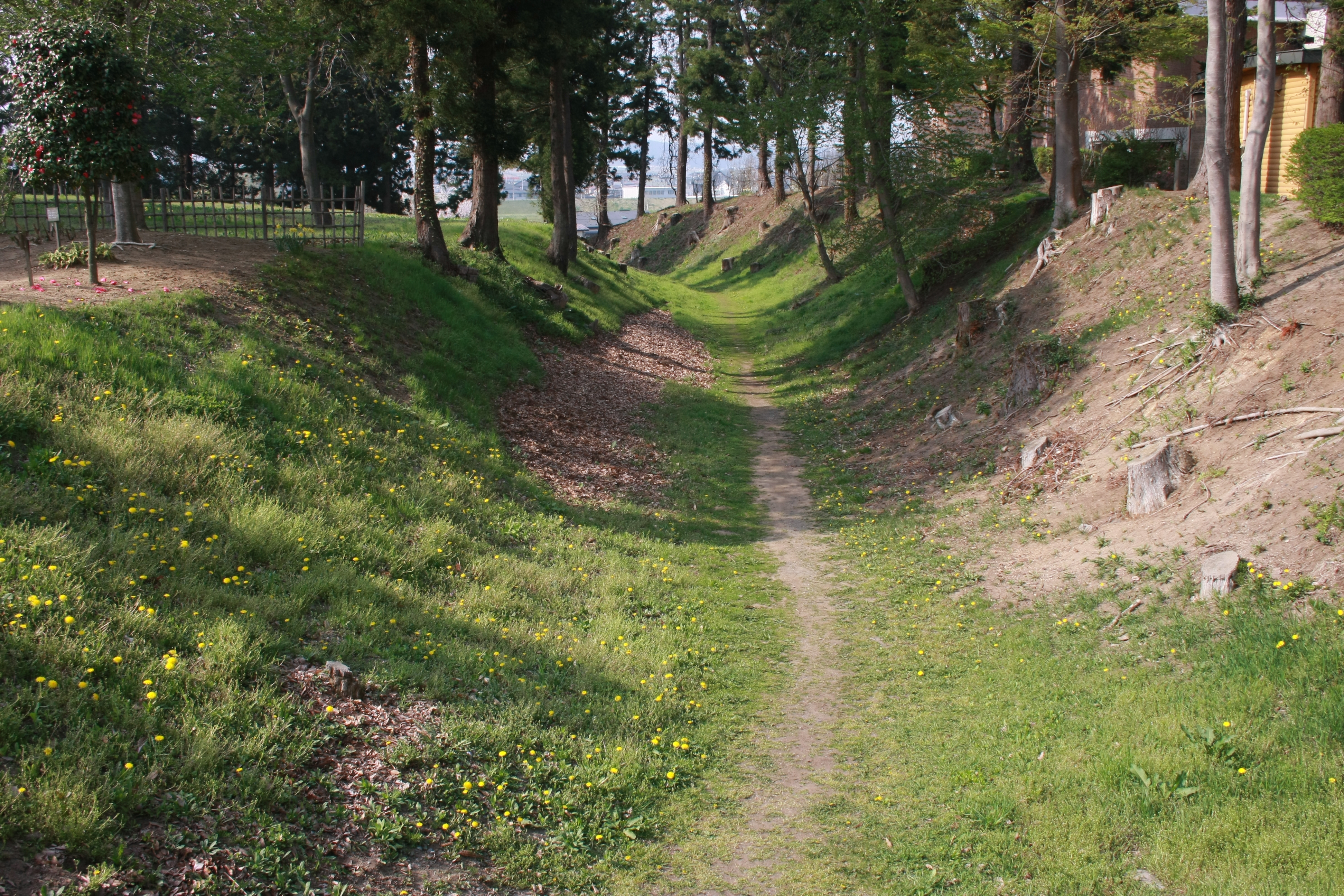
空堀
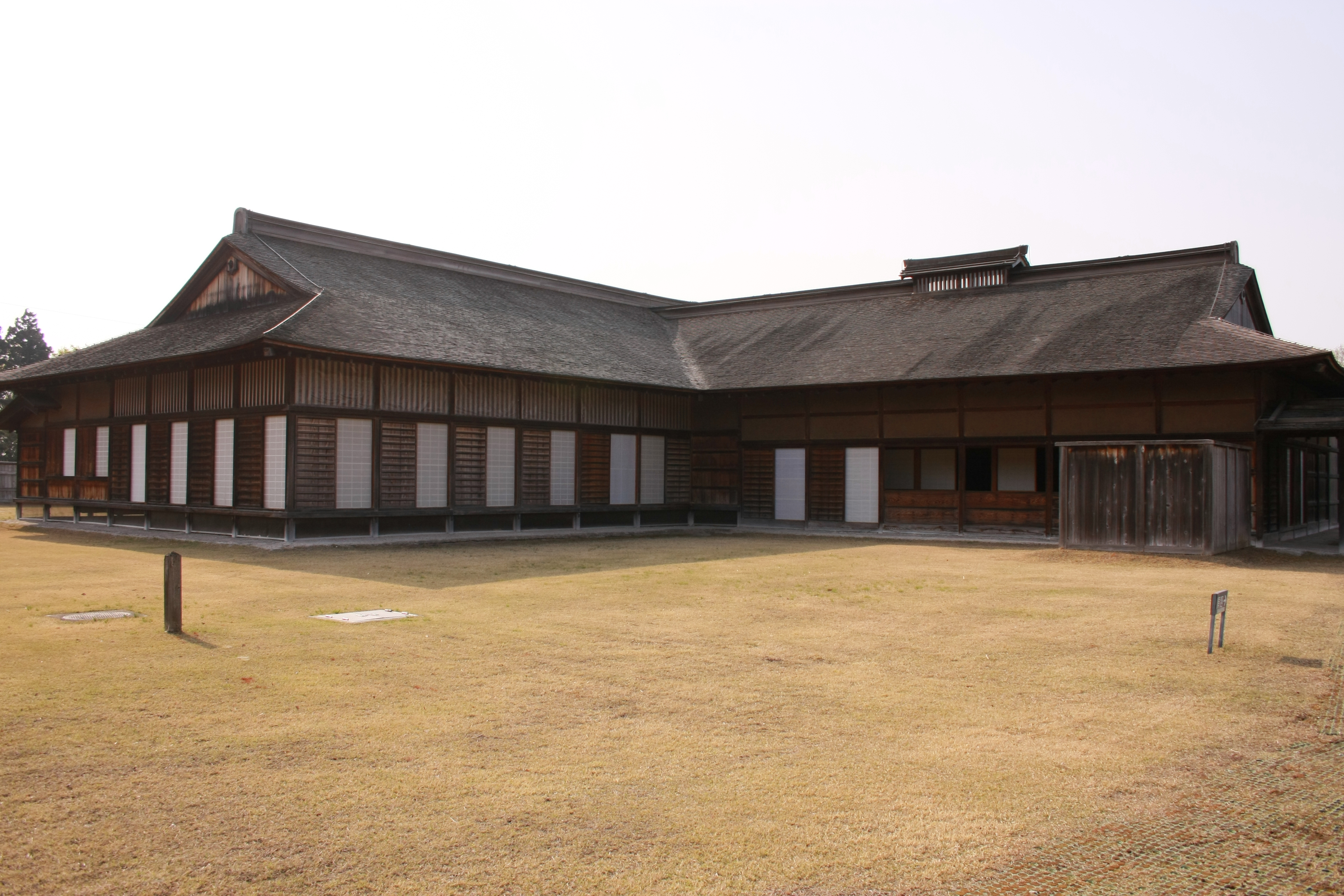
木造復元された主殿
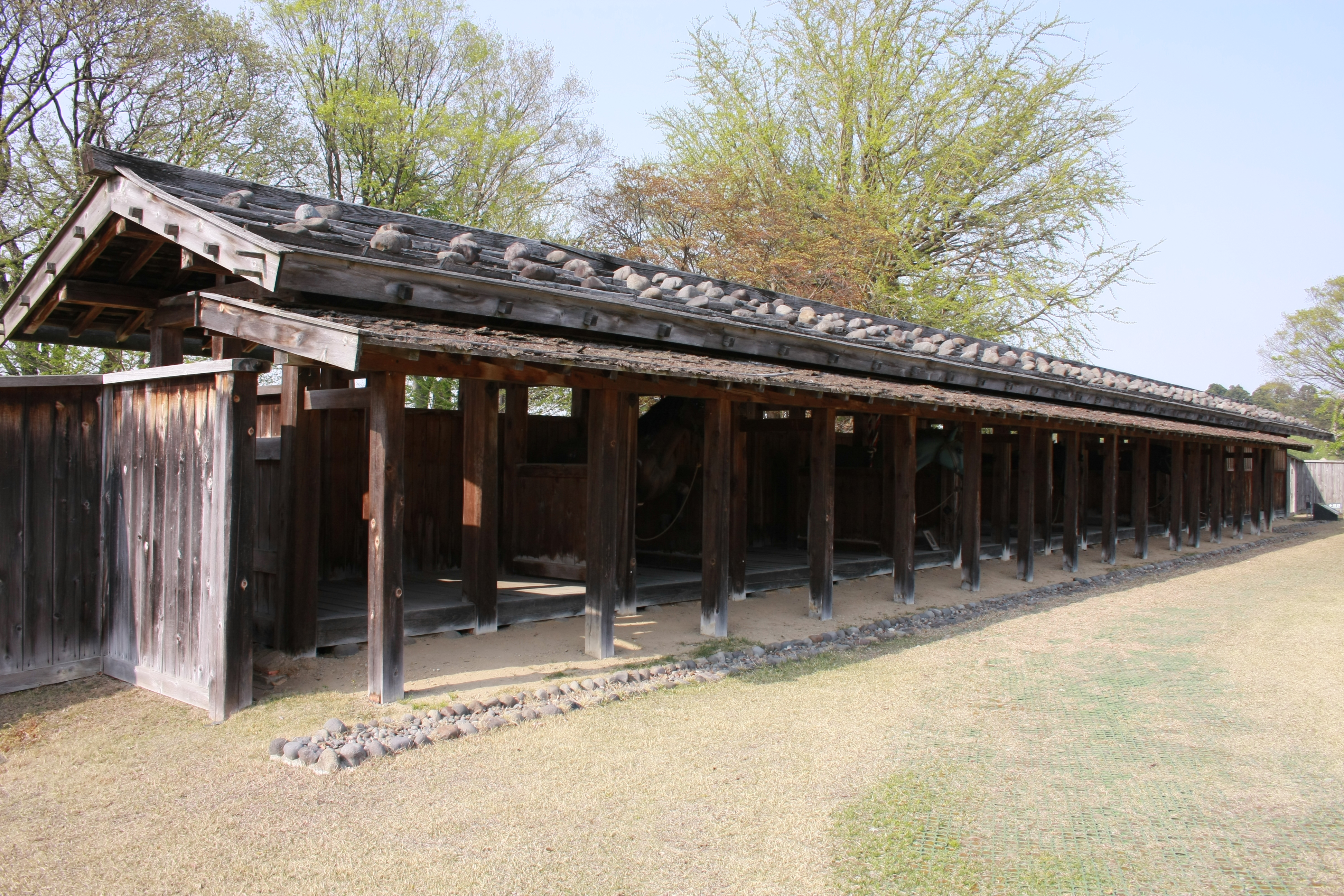
木造復元された中馬屋
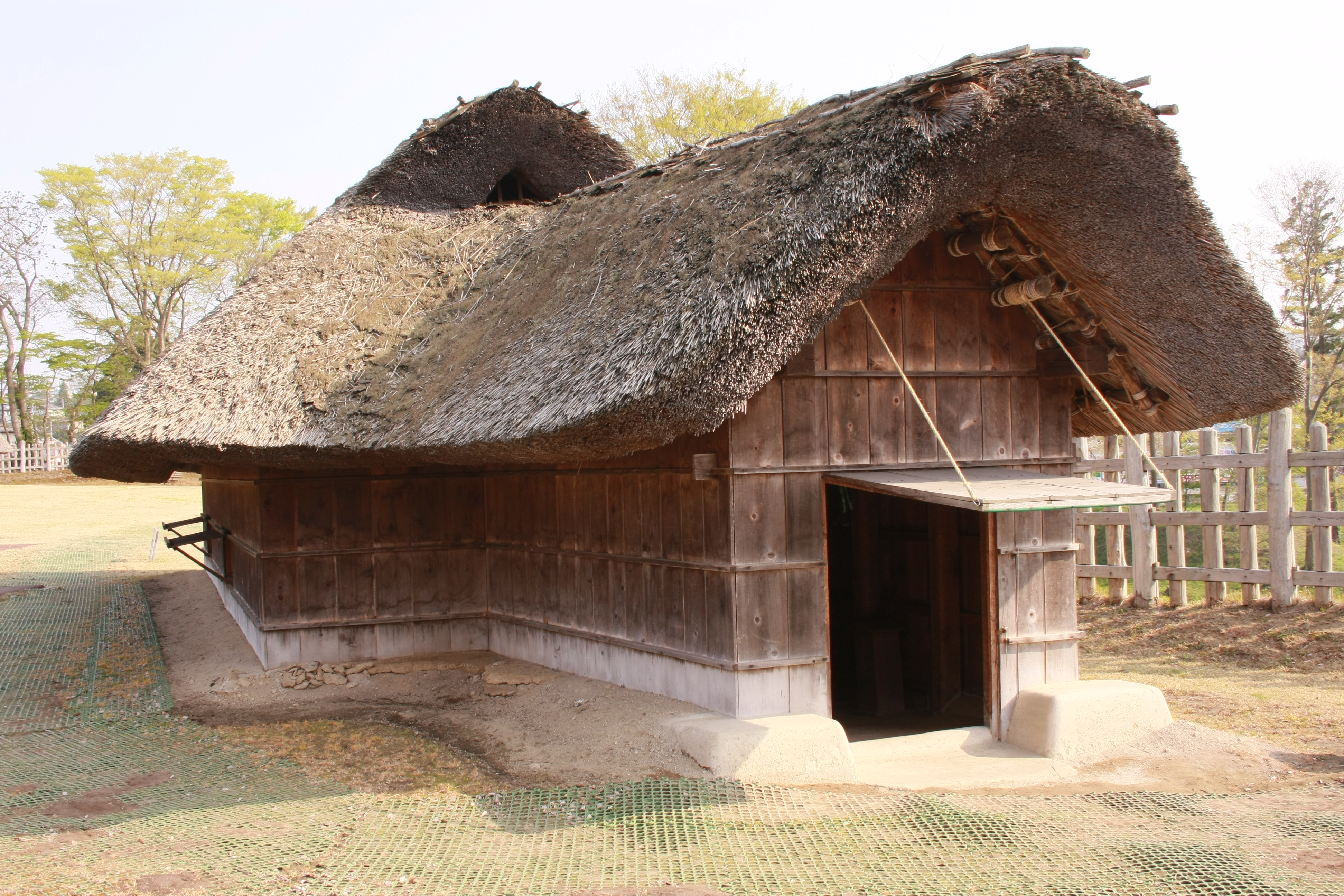
木造復元された工房
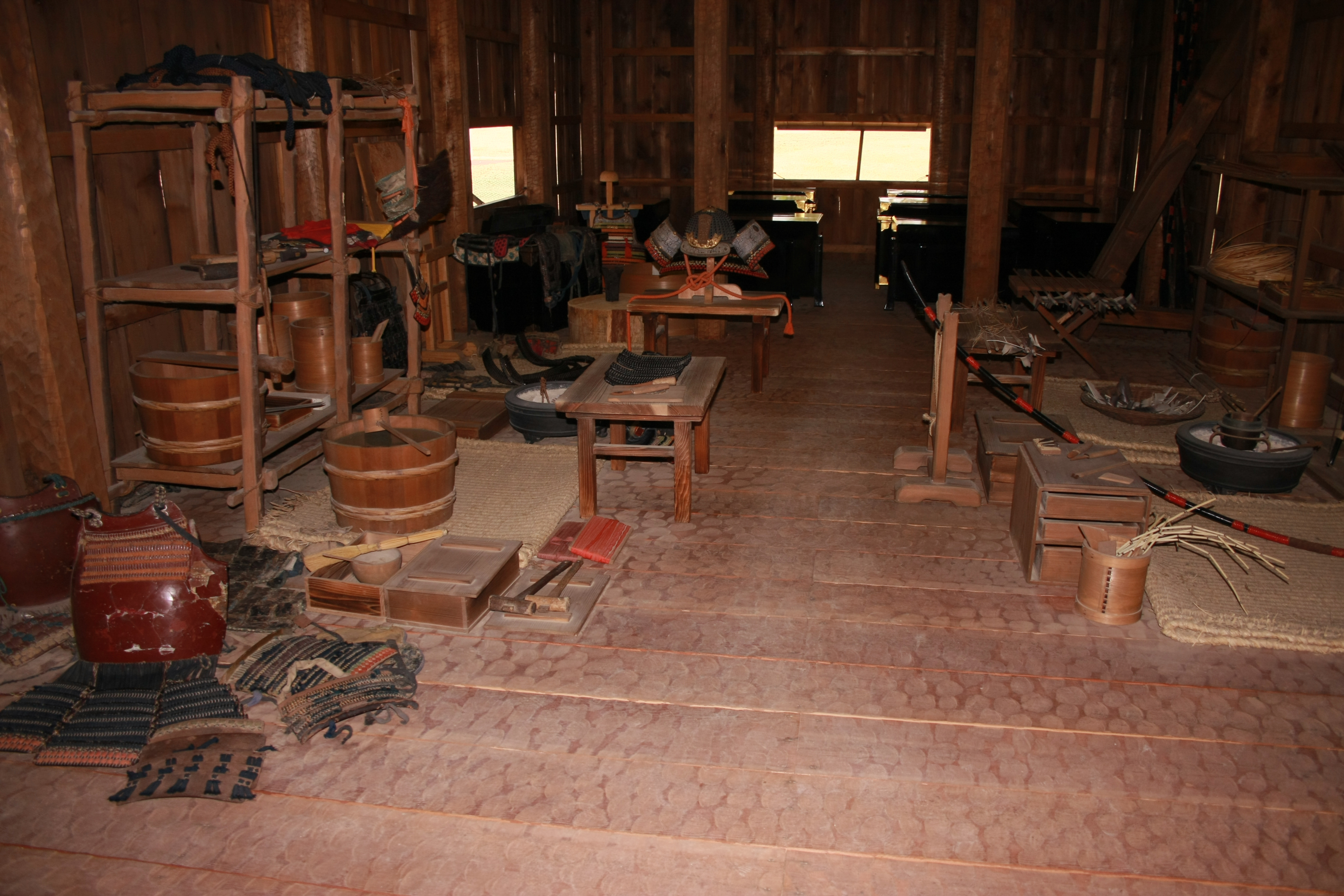
木造復元された工房の内部
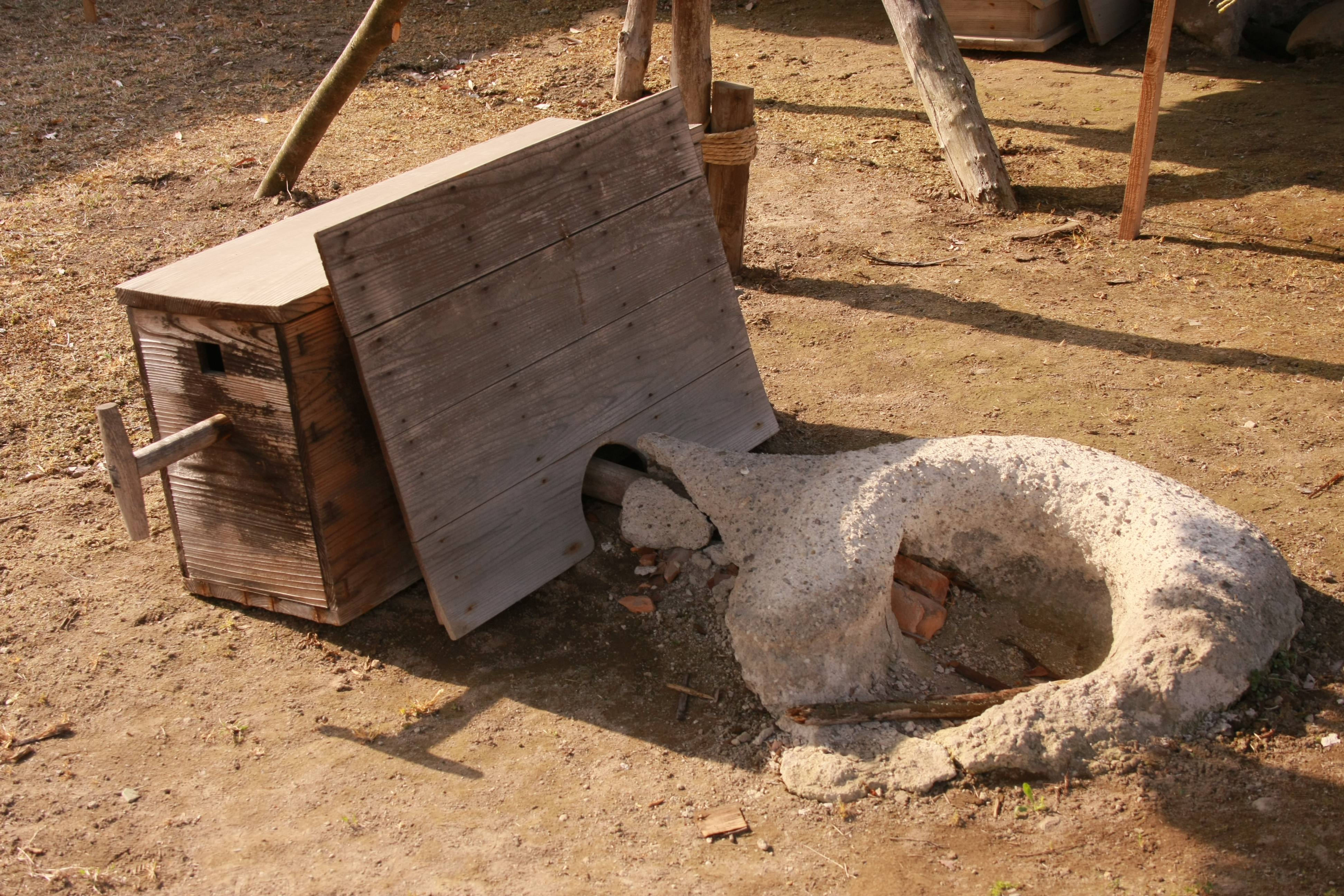
木造復元された野鍛冶場

## 関連人物
- 小井川潤次郎 - 「根城雑記」（1939年）などを執筆し、根城の史跡指定に貢献した。本丸跡の大いちょう横の石碑に短歌が刻まれている。根城史跡保存会長などを務めた。
- 司馬遼太郎 - 『街道をゆく』シリーズの「陸奥のみち」で根城を訪れた。